# Peter Ecklund

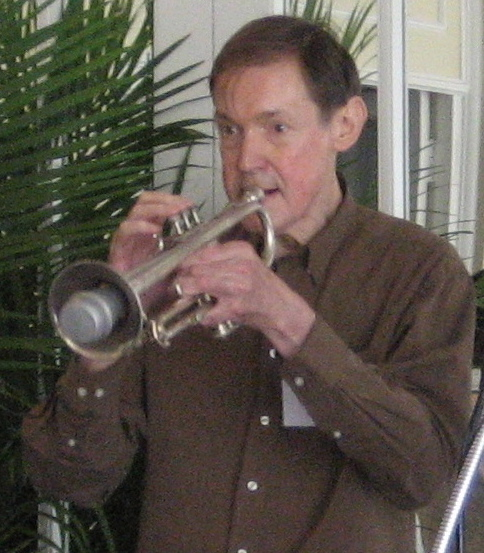
Peter Ecklund (2007)

Peter Ecklund (* 27. September 1945 in Woodbridge, Connecticut; † 8. April 2020) war ein US-amerikanischer Trompeter und Kornettist des Oldtime Jazz und Swing.

## Leben und Wirken
Peter Ecklund schloss seine Studien als Historiker 1967 an der Yale University ab. Er arbeitete danach zunächst als Lehrer, daneben im Folk- und Rock-Umfeld mit Musikern wie Gregg Allman, Maria Muldaur, Leon Redbone und Paul Butterfield. Ende der 1960er Jahre gründete er die Galvanized Jazz Band, tourte mit Paula Lockheart und interpretierte klassische Musik mit der New Haven Symphony. Von 1973 bis 1985 gehörte er zur Band von David Bromberg. Weiterhin spielte er in den 1980er Jahren mit Vince Giordanos Memphis Nighthawks, später mit Madeleine Peyroux oder Scott Foster. Zwischen 1987 und 1999 nahm er fünf Alben mit eigener Band auf. Weiterhin war er mit Marty Grosz Gründungsmitglied des Swingquartetts Orphan Newsboys und spielte regelmäßig im Michael’s Pub in Woody Allens Band. Er war mit Marty Grosz, Ralph Sutton oder seinen eigenen Gruppen sowohl in Japan als auch in Europa auf Gastspielreise. Er war außerdem am Soundtrack  mehrerer Filme beteiligt wie Acht Mann und ein Skandal (1988), Alle sagen: I love you (1996), Im Bann des Jade Skorpions (2001) und (als Komponist) an Tagebuch einer Nymphomanin (2008).
Ecklund veröffentlichte zwei Studien über Louis Armstrong und Bix Beiderbecke, die vor allem die Transkriptionen relevanter Solos behandeln (auch im Rahmen von CD-Booklets, etwa zu seinem Album The Further Adventures of Bix Beiderbecke). 2001 erschien sein Aufsatz Louis Licks’ and Nineteenth-Century Cornet Etudes: The Roots of Melodic Improvisation as Seen in the Jazz Style of Louis Armstrong im Historic Brass Journal. Er starb im April 2020 nach einem langen Kampf mit der Parkinson-Krankheit.

## Diskographische Hinweise
- Peter Ecklund and the Melody Makers (Stomp Off Records, 1987)
- Laughling at Life (1991)
- Ecklund at Elkhart (Jazzology Records, 1994)
- Strings Attached (Arbors Records, 1996)
- Christmas at the Almanac Music Hall (1999)
- Gigs: Reminiscing in Music (Arbors, 2000)
- The Potted Palm Orchestra (2005)

## Lexikalischer Eintrag
- Martin Kunzler: Jazz-Lexikon. Band 1: AABA-Form bis Kyle. Rowohlt-Taschenbuch-Verlag, Reinbek 1988, ISBN 3-499-16316-0, (rororo 6316).
- Richard Cook, Brian Morton: The Penguin Guide to Jazz on CD. 6. Auflage. Penguin, London 2002, ISBN 0-14-051521-6.